# Dover (Illinois)
Dover es una villa ubicada en el condado de Bureau en el estado estadounidense de Illinois. En el Censo de 2010 tenía una población de 168 habitantes y una densidad poblacional de 245,7 personas por km².

## Geografía
Dover se encuentra ubicada en las coordenadas 41°26′3″N 89°23′45″O / 41.43417, -89.39583. Según la Oficina del Censo de los Estados Unidos, Dover tiene una superficie total de 0.68 km², de la cual 0.68 km² corresponden a tierra firme y (0%) 0 km² es agua.

## Demografía
Según el censo de 2010, había 168 personas residiendo en Dover. La densidad de población era de 245,7 hab./km². De los 168 habitantes, Dover estaba compuesto por el 97.62% blancos, el 0.6% eran afroamericanos, el 0% eran amerindios, el 0% eran asiáticos, el 0% eran isleños del Pacífico, el 0% eran de otras razas y el 1.79% pertenecían a dos o más razas. Del total de la población el 10.12% eran hispanos o latinos de cualquier raza.